# Amkor Technology
Amkor Technology, Inc. (NASDAQ: AMKR

) er en amerikansk virksomhed, der designer, pakker og tester mikrochips. Virksomheden har siden 2005 haft hovedkvarter i Arizona, tidligere var hovedkvarteret i Pennsylvania. De har ca. 31.000 ansatte og en årsomsætning på ca. 7 mia. $.